# Quercus austrina
Quercus austrina Small – gatunek roślin z rodziny bukowatych (Fagaceae Dumort.). Występuje naturalnie w południowo-wschodnich Stanach Zjednoczonych – w Alabamie, Arkansas, na Florydzie, w Georgii, Missisipi, Karolinie Północnej oraz Karolinie Południowej. 

## Morfologia
PokrójZrzucające liście drzewo dorastające do 25 m wysokości. Kora jest łuszcząca się i ma szarą barwę.
LiścieBlaszka liściowa ma kształt od odwrotnie jajowatego do eliptycznego. Mierzy 7–10 cm długości oraz 3–5 cm szerokości, jest nieregularnie klapowana na brzegu, ma klinową nasadę i zaokrąglony wierzchołek. Ogonek liściowy jest nagi i ma 3–5 mm długości.
OwoceOrzechy zwane żołędziami o kształcie od jajowatego do elipsoidalnego, dorastają do 17 mm długości i 12 mm średnicy. Osadzone są pojedynczo w miseczkach o półkulistym kształcie, które mierzą 9–10 mm długości i 10–13 mm średnicy. Orzechy otulone są w miseczkach do 35–50% ich długości.

## Biologia i ekologia
Rośnie w wilgotnych lasach oraz na brzegach rzek, na terenach nizinnych.